# Мегістопус жовторогий
Мегістопус жовторогий (Megistopus flavicornis) — вид сітчастокрилих комах з родини мурашиних левів (Myrmeleontidae).

## Морфологічні ознаки
Довжина переднього крила близько 25 мм. На передніх крилах приблизно посередині заднього краю є кругла темно-коричнева пляма. Ноги довгі та тонкі та мають надзвичайно довгі плесна. На гомілковій кістці є шпори. 
Личинки виростають до 10 мм.

## Географічне поширення
Ареал поширення виду простягається від південного сходу Центральної Європи та Середземномор'я (від Португалії до Туреччини та України) і до південно-західної частини Азії. Населяє розріджені листяні ліси та маквіс.

## Спосіб життя
Личинки є активними хижаками і не будують пастки. Період розвитку триває один рік на півдні і до двох років на півночі ареалу. Дорослі особини ведуть нічний спосіб життя. У Південній Європі імаго літають з травня по липень. [1]